# Smilax pulverulenta
Smilax pulverulenta är en enhjärtbladig växtart som beskrevs av André Michaux. Smilax pulverulenta ingår i släktet Smilax och familjen Smilacaceae. Inga underarter finns listade.